# Хахлынова, Тамара Даниловна
Тама́ра Дани́ловна Хахлыно́ва (25 октября 1917 года, Элиста — 1942 год, около села Троицкое, Калмыцкая АССР, РСФСР, СССР) — советская партизанка, санинструктор.

## Биография
Родилась в 1917 году в Элисте. Была дочерью землеустроителя Данила Бельджеровича Хахлынова. Была студенткой Сталинградского медицинского института. В сентябре 1942 года поступила в Астрахани в спецшколу № 005 по подготовке разведчиков и подрывников, после окончания которой была направлена в состав партизанского отряда «Павел», действовавшего на территории Калмыкии.
В октябре 1942 года Калмыцкий обком партии поручил партизанскому отряду «Павел» парализовать передвижение противника по дороге Элиста-Сталинград. В состав группы из 16 партизан, которой было поручено задание, входили также Тамара Хахлынова, работники обкома Буль Цюгатиева и облсовета Молоканов. В ночь с 17 на 18 октября партизанский отряд переправился через Волгу в районе местности Сохр-Бол. Через четыре дня группа вышла к балке Ялмата, откуда отряд наносил точечные удары по отрядам 16-й немецкой моторизованной дивизии. В ноябре 1942 года немцы узнали о расположении отряда после предательства старосты села Троицкого. Немецкое командование, расквартированное в Элисте, поручило уничтожить партизанский отряд сотруднику Гестапо Вайшбуку. Немецкий отряд под командованием Вайшбука окружил партизанский отряд на территории конезавода совхоза «Западный» в окрестностях села Троицкого. Тамара Хахлынова во время боя уничтожила 11 фашистов и погибла во время сражения.
О подвиге Тамары Хахлыновой стало известно войсковой разведке 28-й и 5-й армий. После освобождения Калмыкии тела партизан были перезахоронены 21 февраля 1943 года в Элисте в парке Дружба и позднее — на территории Мемориального комплекса героев гражданской и Отечественной войн.

## Награды
- Орден Отечественной войны I степени (1965)[1].

## Память
- 3 сентября 1970 года Постановлением Совета Министров РСФСР Калмыцкому медицинскому училищу присвоено имя Тамары Хахлыновой;
- В 1996 году возле Калмыцкого медицинского колледжа был установлен памятник, посвящённый Тамаре Хахлыновой (скульптор В. Евдокимов);
- Именем Тамары Хахлыновой названа улица в Ики-Буруле, Лагани

и в Элисте;
- Тамаре Хахлыновой посвящены следующие произведения:
  - стихотворение «Верность» народного поэта Калмыкии Хасыра Сян-Белгина.
  - поэма «Тамара» народного поэта Калмыкии Санджи Каляева[2].